# Oedipina gephyra
Espèce
Statut de conservation UICN

 CR  : 
En danger critique
Oedipina gephyra est une espèce d'urodèles de la famille des Plethodontidae.

## Répartition
Cette espèce est endémique du Nord du Honduras. Elle se rencontre entre 1 580 et 1 810 m d'altitude dans les départements d'Atlántida et de Yoro.

## Publication originale
- McCranie, Wilson & Williams, 1993 : A new species of Oedipina (Amphibia: Caudata: Plethodontidae) from northern Honduras. Proceedings of the Biological Society of Washington, vol. 106, p. 385-389 (texte intégral).